# Edinson Cavani
Edinson Roberto Cavani Gómez (* 14. Februar 1987 in Salto) ist ein uruguayischer Fußballspieler, der auch die italienische Staatsangehörigkeit besitzt. Seit Juli 2023 steht er bei den Boca Juniors in Buenos Aires unter Vertrag.

## Familie
Cavanis Großeltern oder zumindest der Großvater väterlicherseits war(en) Italiener und wanderte(n) einst aus Maranello nach Uruguay aus. Sein Vater Luis (El Gringo) Cavani spielte ebenfalls Fußball in der ersten Liga von Uruguay und wurde später Trainer.

## Karriere

### Vereine

#### Danubio FC
Edinson Cavani begann seine Karriere in der Jugendmannschaft von Danubio FC. In der Clausura 2006 und somit in der Saison 2005/06 kam er erstmals für die A-Mannschaft Danubios in der Primera División zum Einsatz, dabei konnte er sich dank seiner Leistungen einen Platz in der Stammformation erspielen. Mit den Montevideanern, die am Saisonende der Spielzeit 2006/07 auch die uruguayische Meisterschaft für sich entschieden, gewann er das Torneo Apertura 2006. Insgesamt bestritt er 25 Partien für Danubio, in denen er neunmal ins gegnerische Tor traf.

#### US Palermo
In der europäischen Winterpause wechselte Cavani zum italienischen Erstligisten US Palermo. Hier erzielte er bei seinem ersten Einsatz in der Partie gegen die AC Florenz ein Tor zum 1:1-Endstand. Nach dem Abgang von Amauri zu Juventus Turin zur Saison 2008/09 stieg Cavani zum Stammspieler bei Palermo auf und gehörte zu den besten Torschützen seiner Mannschaft.

#### SSC Neapel
Zur Saison 2010/11 wechselte Cavani auf Leihbasis zur SSC Neapel. Nach einem Jahr verpflichtete die SSC Neapel Cavani für eine Ablöse von 16 Millionen Euro fest. Die Saison 2010/11 beendete er auf der Liste der Torjäger in Italien mit 26 Treffern auf Platz zwei hinter Antonio Di Natale (28 Tore). Wettbewerbsübergreifend erzielte Cavani in dieser Spielzeit 33 Pflichtspieltore für Neapel.
Dieselbe Anzahl an Toren gelang ihm in der Saison 2011/12: Die Liga beendete er mit 23 Treffern auf Platz drei der Torjägerliste der Serie A. Fünf weitere Tore (darunter ein Doppelpack gegen Manchester City) erzielte er in der Champions League, in der seine Mannschaft erst im Achtelfinale gegen den späteren Turniersieger FC Chelsea ausschied. Ebenfalls fünf Tore gelangen Cavani im italienischen Pokal. Letzterer wurde von Neapel auch gewonnen, wobei Cavani beim 2:0-Finalerfolg über Juventus Turin das 1:0 per Elfmeter erzielte.
Cavani absolvierte 104 Ligaspiele für die SSC Neapel, bei denen er 78 Tore erzielte.

#### Paris Saint-Germain

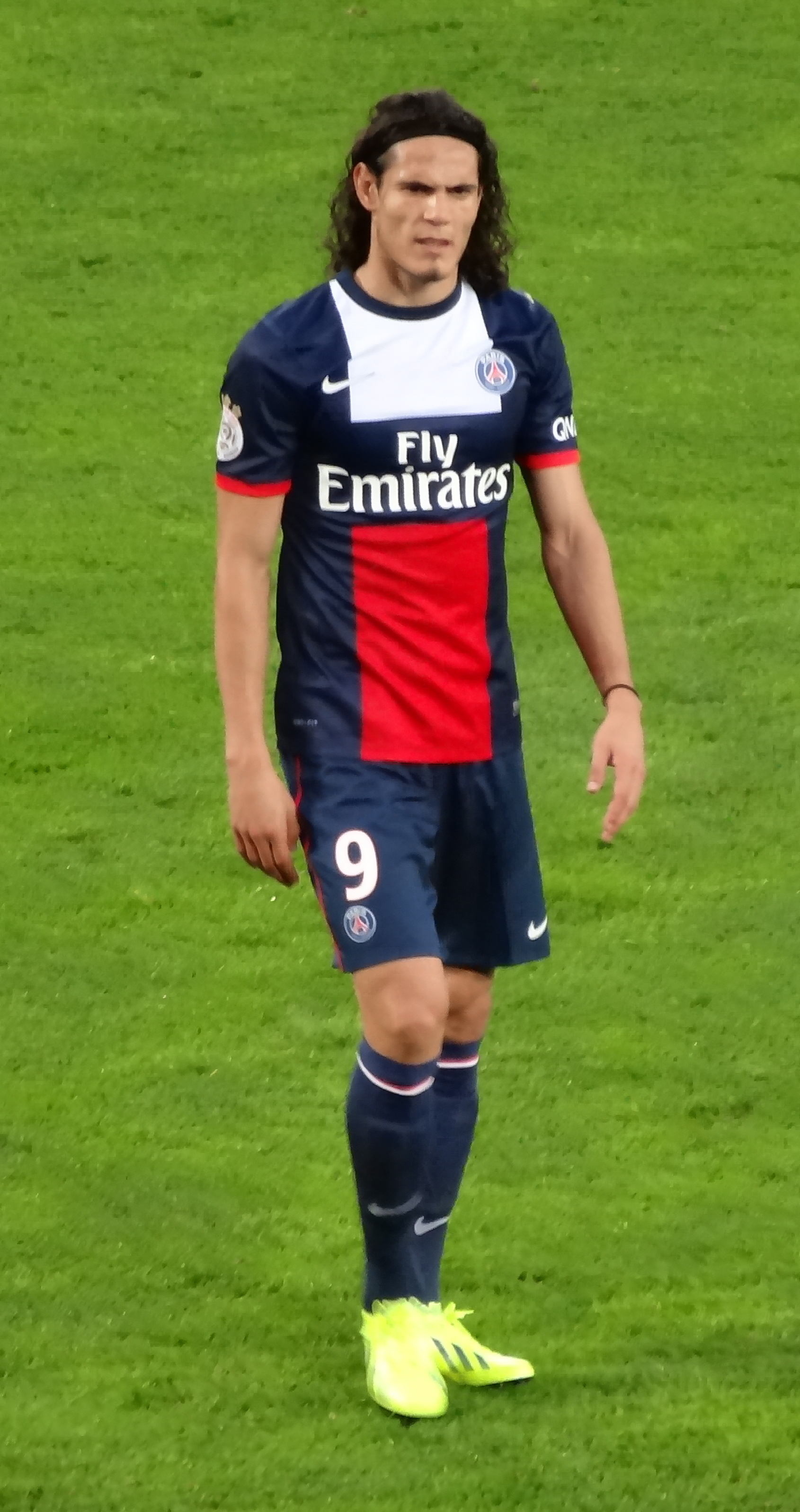
Edinson Cavani im September 2013

Am 16. Juli 2013 verpflichtete Paris Saint-Germain Cavani für 64 Millionen Euro. Er unterschrieb einen Fünfjahresvertrag bis zum 30. Juni 2018. Bei den Franzosen debütierte er am 9. August 2013 in der Ligue 1, als er am 1. Spieltag im Spiel gegen Montpellier in der 72. Minute für Lavezzi eingewechselt wurde. Am 2. Spieltag stand er erstmals in der Ligue 1 in der Startformation und erzielte den Treffer zum 1:1-Endstand. In seiner ersten Saison bei den Franzosen absolvierte er 30 Ligaspiele für die Pariser und schoss 16 Tore. Am Saisonende gewann er mit der Mannschaft den Landesmeistertitel. Auch holte die Mannschaft die Coupe de la Ligue des Jahres 2014. In der Saison 2014/15 wurde er 35-mal in der Ligue 1 eingesetzt und erzielte 18 Treffer. Dabei feierte Cavani einem verwandelten Elfmeter beim 3:1 gegen den RC Lens am 17. Oktober 2014 sein Tor mit dem so genannten Pistolero-Jubel, bei dem der Spieler einen Gewehrschuss mit den Armen imitiert. Für diese Geste zeigte ihm der Schiedsrichter der Partie, Nicolas Rainville, die gelbe Karte wegen unsportlichem Verhaltens. Als Cavani dagegen protestierte und den Schiedsrichter am Arm fasste, verwies ihn dieser mit der Gelb-Roten Karte des Feldes. Auch Cavanis zweite Saison bei dem französischen Hauptstadtklub endete mit dem Titelgewinn in der Landesmeisterschaft, der auch den Ligapokal gewann. Im Finale der Coupe de France 2014/15 sicherte Cavani seinem Klub mit dem 1:0-Siegtreffer den dritten Titelgewinn der Spielzeit. In der Spielzeit Saison 2015/16 absolvierte er 32 Ligaspiele und erzielte dabei 19 Treffer. Erneut gewann er mit der Mannschaft das Triple aus Meisterschaft, Coupe de France und Ligapokal. Während der Saison 2016/17 kam er 36-mal in der Liga zum Einsatz und schoss 35 Tore. Zudem stehen acht Einsätze (acht Tore) in der Champions League für ihn zu Buche. Am 13. Juni 2020 gab der Sportdirektor von PSG in der französischen Tageszeitung Journal du Dimanche bekannt, dass Cavani den Verein, nach insgesamt 200 Toren in 301 Spielen, im Sommer verlassen würde. Mit 200 Pflichtspieltoren war Cavani bis zum 4. März 2023 Rekordtorschütze von PSG, ehe ihn Kylian Mbappé mit seinem 201. Tor überholte.

#### Manchester United
Anfang Oktober 2020 schloss sich der seit knapp drei Monaten vereinslose Cavani Manchester United an. Der 33-Jährige erhielt einen bis zum Ende der Saison 2020/21 mit einer Option auf eine weitere Spielzeit laufenden Vertrag. Mit der Mannschaft unterlag er trotz eines Treffers zum 1:1 in der regulären Spielzeit sowie einem verwandelten Elfer im Elfmeterschießen des Finales der UEFA Europa League mit 11:10 i. E. gegen den FC Villarreal. Cavani trug bei United zunächst die Rückennummer 7, seit der Rückkehr von Cristiano Ronaldo Ende August 2021 trug er die 21.

#### FC Valencia
Am 29. August 2022 unterschrieb Cavani bei FC Valencia für zwei Spielzeiten bis Juni 2024. Nach nur einem Jahr wurde der Vertrag wieder aufgelöst.

#### Boca Juniors
Unmittelbar nach seinem Abschied aus Valencia wurde sein Wechsel zu den Boca Juniors nach Buenos Aires bekannt, wo er einen Vertrag bis Ende 2024 erhielt. Im Oktober 2024 verlängerte er seinen Vertrag bis Ende 2026.

### Nationalmannschaft

#### Junioren

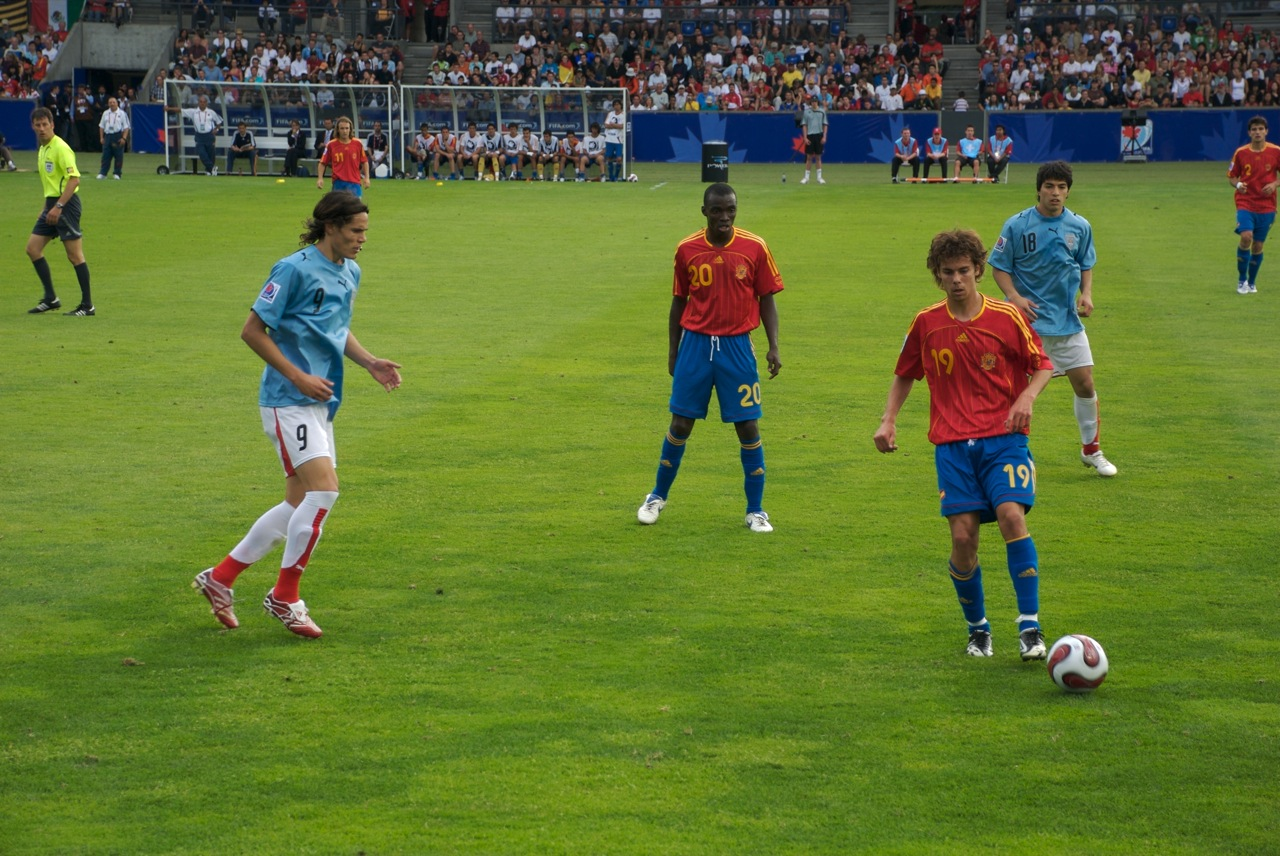
Cavani (links) bei der U-20-WM 2007 im Spiel gegen Spanien

Im Januar 2007 wurde Cavani für die U-20-Südamerikameisterschaft in die uruguayische U-20-Nationalmannschaft berufen. Dort debütierte er unter Trainer Gustavo Ferrín am 8. Januar 2007 in der Partie gegen Venezuela in der U-20. In diesem Turnier erzielte er in neun Partien sieben Treffer, wurde damit Torschützenkönig und hatte entscheidend Anteil daran, dass Uruguay den dritten Platz belegte und sich damit für die Junioren-WM 2007 in Kanada qualifizierte. Bei der WM-Endrunde erzielte er in der Vorrunde zwei Treffer, scheiterte mit seiner Mannschaft aber bereits im Achtelfinale an den USA. Insgesamt lief Cavani in dieser Altersklasse 14-mal für die Auswahlmannschaft auf und erzielte elf Treffer.

#### Olympiamannschaft
Cavani wurde zudem als einer von drei älteren Spielern in den uruguayischen Kader für das olympische Fußballturnier 2012 berufen. In dieser Auswahlmannschaft debütierte er am 11. Juli 2012 in der Partie gegen Chile, bestritt insgesamt fünf Länderspiele und traf dreimal.

#### A-Nationalmannschaft
Insgesamt hat er seit seinem Debüt am 6. Februar 2008 über 100 Länderspiele für die uruguayische Fußballnationalmannschaft absolviert. Sein 100. Länderspiel bestritt er am 26. März 2018 im Finale des China-Cups gegen Wales, in dem er den Siegtreffer zum 1:0-Sieg erzielte.
Cavani wurde von Nationaltrainer Óscar Tabárez in das Aufgebot für die Fußball-Weltmeisterschaft 2010 berufen. In diesem Turnier erreichte er mit seiner Mannschaft das Halbfinale und bestritt alle Spiele, außer dem ersten Gruppenspiel. Im Spiel um Platz 3, das gegen Deutschland mit 2:3 verloren ging, erzielte Cavani den Treffer zum zwischenzeitlichen 1:1-Ausgleich. Bei der Copa América 2011 in Argentinien gewann er mit Uruguay den Titel. Außerdem erreichte er mit der A-Nationalmannschaft Uruguays den vierten Platz beim FIFA-Konföderationen-Pokal 2013. Im Spiel um Platz 3 gegen Italien verlor man im Elfmeterschießen. Edinson Cavani gelangen während des Turniers drei Tore, davon zwei gegen Italien. Bei der Weltmeisterschaft 2014 in Brasilien gehörte er erneut dem Aufgebot Uruguays an. Er erreichte mit Uruguay das Achtelfinale, in dem man gegen Kolumbien mit 0:2 ausschied. Bei der Copa América 2015 war er ebenfalls Teil des uruguayischen Teams. Dort schied er mit der Celeste im Viertelfinale gegen Chile aus. Bei diesem Spiel wurde er mit einer Gelb-Roten-Karte des Feldes verwiesen, nachdem er seinen Gegenspieler Gonzalo Jara leicht touchiert hatte. Diese Körperreaktion Cavanis folgte aus einer groben Unsportlichkeit Jaras, der Cavani unmittelbar zuvor seinen rechten Mittelfinger ins Gesäß gedrückt und dabei einige Worte ins Ohr geflüstert hatte, die sich auf die tags zuvor infolge der Verursachung eines tödlichen Verkehrsunfalls erfolgte Verhaftung des Vaters von Cavani bezogen. Dieser unsportliche Vorfall sorgte im Anschluss vor allem in Uruguay aber auch international für erhebliche mediale Aufmerksamkeit.
In der Qualifikation für die WM 2018 war er mit zehn Toren bester südamerikanischer Torschütze und trug dazu bei, dass sich Uruguay als zweitbeste südamerikanische Mannschaft für die WM qualifizierte. Im Turnier traf er zunächst im dritten Gruppenspiel zum 3:0 gegen Gastgeber Russland. Im Achtelfinale erzielte er beide Treffer für seine Mannschaft beim 2:1 gegen Portugal. Zudem wurde er zum Spieler des Spiels gewählt, musste aber verletzungsbedingt ausgewechselt werden. Im mit 0:2 gegen den späteren Weltmeister Frankreich verlorenen Viertelfinale konnte er aufgrund der Verletzung nicht eingesetzt werden.
Am 18. November 2019 erzielte er beim 2:2 gegen Argentinien sein 50. Länderspieltor.
Bei der Fußball-Weltmeisterschaft 2022 kam er in den drei Gruppenspielen zum Einsatz, wobei er zweimal ein- sowie einmal ausgewechselt wurde und ohne Torerfolg blieb. Die Uruguayer schieden als Gruppendritte wegen der weniger erzielten Tore gegenüber den punkt- und tordifferenzgleichen Südkoreanern nach der Gruppenphase aus.
Ende Mai 2024 gab er das sofortige Ende seiner Nationalmannschaftskarriere bekannt. Insgesamt bestritt er 136 Spiele für Uruguay, in welchen er 58 Tore erzielte.

## Sonstiges
Am 21. Mai 2014 wurde Cavani in seiner Geburtsstadt Salto zum Ehrenbürger (Ciudadano Ilustre) ernannt.

## Erfolge

### Verein
Danubio FC (2006–2007)
- Uruguayische Meisterschaft (1): 2006/07

SSC Neapel (2010–2013)
- Italienischer Pokal (1): 2011/12

Paris St. Germain (2013–2020)
- Französische Meisterschaft (6): 2013/14, 2014/15, 2015/16, 2017/18, 2018/19, 2019/20
- Französischer Pokal (5): 2014/15, 2015/16, 2016/17, 2017/18, 2019/20
- Französischer Ligapokal (6): 2013/14, 2014/15, 2015/16, 2016/17, 2017/18, 2019/20
- Französischer Supercup (5)[2]: 2014, 2015, 2017, 2018, 2019

### Nationalmannschaft
- Vierter der Weltmeisterschaft (1): 2010
- Copa América (1): 2011

## Auszeichnungen
- Torschützenkönig der Coppa Italia (1): 2011/12
- Torschützenkönig der Serie A (1): 2012/13
- Team des Jahres der Serie A (3): 2011, 2012, 2013
- Torschützenkönig der Ligue 1 (2): 2016/17, 2017/18
- Spieler des Monats der Ligue 1 (2): September 2016, Oktober 2016
- Trofeo EFE (1): 2017/18[36]